# لورا بيجوسي
لورا بيجوسي (بالبرتغالية: Laura Pigossi) مواليد 2 أغسطس 1994 في ساو باولو، هي لاعبة كرة مضرب برازيلية وتحتل حالياً المرتبة 446 (21 مارس 2016) في تصنيف رابطة محترفات كرة المضرب. أعلى تصنيف لها في الفردي كان 247. أعلى تصنيف لها في الزوجي كان 154.

## النهائيات

### الفردي (4–3)
| الحصيلة | الرقم | التاريخ        | الدورة                           | الأرضية | المنافس                     | النتيجة            |
| ------- | ----- | -------------- | -------------------------------- | ------- | --------------------------- | ------------------ |
| الفوز   | 1.    | 10 سبتمبر 2012 | ساو خوسيه دوس كامبوس، البرازيل   | ترابية  | ماريا فرناندا ألفيس         | 6–2, 0–6, 7–5      |
| الوصافة | 1.    | 22 يوليو 2013  | ساو خوسيه دوس كامبوس، البرازيل   | ترابية  | مونتسيرات غونزاليس          | 3–6, 2–6           |
| الوصافة | 2.    | 28 أكتوبر 2013 | كاراكاس، فنزويلا                 | صلبة    | فيرونيكا سبيد رويج          | 2–6, 2–6           |
| الفوز   | 2.    | 2 يونيو 2014   | كامبوس دو جورداو، البرازيل       | صلبة    | فيكتوريا بوثيو              | 4–6, 6–1, 7–6(7–2) |
| الوصافة | 3.    | 12 أكتوبر 2015 | ساو باولو، البرازيل              | ترابية  | ماريا فرناندا ألفاريز تيران | 6–2, 5–7, 4–6      |
| الفوز   | 3.    | 23 نوفمبر 2015 | بريرا، كولومبيا                  | ترابية  | فيكتوريا بوثيو              | 5–7, 6–0, 6–2      |
| الفوز   | 4.    | 21 مارس 2016   | ساو جوزية دو ريو بريتو، البرازيل | ترابية  | فرناندا بريتو               | 6–1, 7–5           |

## روابط خارجية
- لورا بيجوسي على موقع رابطة محترفات التنس (الإنجليزية)
- لورا بيجوسي على موقع الاتحاد الدولي لكرة المضرب (الإنجليزية)
- لورا بيجوسي على موقع كأس بيلي جين كينغ (الإنجليزية)
- لورا بيجوسي على موقع بطولة ويمبلدون (الإنجليزية)
- لورا بيجوسي على موقع خلاصة التنس.كوم (الإنجليزية)
- لورا بيجوسي على موقع إي إس بي إن.كوم (الإنجليزية)
- لورا بيجوسي على موقع اللجنة الأولمبية الدولية (الإنجليزية)
- لورا بيجوسي على موقع أوليمبيديا (الإنجليزية)
- لورا بيجوسي على موقع اللجنة الأولمبية البرازيلية (البرتغالية)